# Strabomantis zygodactylus
Strabomantis zygodactylus é uma espécie de anfíbio da família Craugastoridae.
É endémica da Colômbia.
Os seus habitats naturais são: florestas subtropicais ou tropicais húmidas de baixa altitude e rios.
Está ameaçada por perda de habitat.